# Evangelij po Janezu
Evangelij po Janezu (grško Εὐαγγέλιον κατὰ Ἰωάννην latinizirano Euangélion katà Iōánnēn)spada poleg Matejevega, Markovega in Lukovega med štiri svetopisemske evangelije.
Začne se z uvodom v ritmizirani prozi, pričevanjem Janeza Krstnika, nadaljuje s poklicem prvih učencev in Jezusovim delovanjem v javnosti in med učenci, konča pa s pripovedjo o trpljenju in vstajenju.
Za razliko od sinoptičnih evangelijev je Janezov napisan v literarnem slogu in osredotočen na posredovanje Jezusovega nauka ter zato bolj duhoven. Razlike so tudi v vsebini: omenja na primer spremenitev vode v vino na svatbi v Kani in obuditev Lazarja, odsotna pa so čudežna ozdravljenja obsedenih. Značilni so govori in pogovori, v katerih se Jezus razodeva kot pravi božji poslanec.